# Robert D'Hont (wielrenner)
Robert D'Hont (Gent, 19 mei 1962) is een Belgisch voormalig wielrenner die zowel op de baan, als op de weg actief was. Hij kwam uit voor Safir-Van de Ven, ADR-IOC-MBK-Fangio, Intral Renting-Nec-Ricoh-Merckx en Histor-Sigma.
In 1980 werd D'Hont Belgisch kampioen op de baan bij de junioren in de categorieën 1 km en omnium. Op het Belgisch kampioenschap 1986 werd hij derde bij de elite in de halve fond.
D'Hont is de oudere broer van oud-wielrenner Patrick D'Hont.

## Overwinningen
1980
- Belgisch kampioen op de baan over 1 kilometer, Junioren
- Belgisch kampioen omnium, Junioren

1987
- Criterium van Melle

## Resultaten in voornaamste wedstrijden
| Jaar | Ronde van Italië | Ronde van Frankrijk | Ronde van Spanje |
| ---- | ---------------- | ------------------- | ---------------- |
| 1984 |                  |                     | 83e              |
| 1987 |                  |                     | opgave           |
| 1989 |                  |                     | opgave           |

Wielerploegen van Robert D'Hont
Alberts · Beneke · Braun · Bruyere · Castaing · Colyn · De Wolf · Dekeukelaere · Demol · D'Hont · Dierickx · Dorgelo · Durant · Easton · Engelbrecht · Galvez · Lameire · Matt · Mullan · Onnockx · Salomon · Scharmin · Tackaert · Van den Branden · Van Den Haute · van der Hulst · Van Hoof · Van Voren · Verplancke · Versluys · Wallays · Wayenberg · Whitesel
Ceci · 
Chevallier ·
De Wilde · 
D'Hont · 
Diehl · 
Frison · 
Gaigne · 
Haghedooren ·
Harmeling ·   
Heynderickx ·
Holm ·
Ilegems · 
Leblanc ·
Lilholt ·
Mertens ·
Messelis (tot 15/07) · 
Meuwissen (tot 30/04) ·
Nevens ·
Patry · 
Peeters · 
Pirard · 
Roosen · 
M. Seynaeve · 
S. Seynaeve · 
Thevenin ·
Van Slycke · 
Virvaleix ·
Wijnant